# Svenska serien i ishockey 1936/1937
Svenska serien i ishockey 1936/1937 var den andra säsongen av Svenska serien som högsta serie inom ishockeyn i Sverige. Serien spelades som en dubbelserie, d.v.s. alla lag möttes två gånger. Tå nya lag – UoIF Matteuspojkarna och Tranebergs IF hade flyttats upp från Klass I. Denna säsong infördes några nya regler, det blev t.ex. tillåtet att ha med sig en målvaktsreserv, men man fick bara byta målvakt i periodpauserna och bara om ordinarie målvakt blev skadad. Det blev också tillåtet med två avbytare till utespelarna, d.v.s. totalt elva spelare istället för tidigare nio. I seriespelet tog AIK hem segern med Hammarby som enda riktiga utmanaren. Matteuspojkarna hängdes av tidigt och hamnade på nedflyttningsplats tillsammans med Reymersholm. Sista matchen mellan Södertälje SK och Reymersholm var utan betydelse för slutställningen och drog endast fem åskådare till Ispalatset!

## Poängtabell
| Nr | Lag                  | S  | V  | O | F  | GM | IM | MS  | P  |
| -- | -------------------- | -- | -- | - | -- | -- | -- | --- | -- |
| 1  | AIK                  | 14 | 13 | 1 | 0  | 44 | 5  | +39 | 27 |
| 2  | Hammarby IF          | 14 | 11 | 2 | 1  | 31 | 9  | +22 | 24 |
| 3  | Södertälje IF        | 14 | 7  | 3 | 4  | 25 | 15 | +10 | 17 |
| 4  | IK Göta              | 14 | 6  | 3 | 5  | 27 | 19 | +8  | 15 |
| 5  | Södertälje SK        | 14 | 5  | 2 | 7  | 20 | 21 | −1  | 12 |
| 6  | Tranebergs IF        | 14 | 4  | 1 | 9  | 12 | 29 | −17 | 9  |
| 7  | Reymersholms IK      | 14 | 3  | 1 | 10 | 10 | 41 | −31 | 7  |
| 8  | UoIF Matteuspojkarna | 14 | 0  | 1 | 13 | 8  | 38 | −30 | 1  |